# Bomarea glaucescens
Bomarea glaucescens es una especie de planta fanerógama perteneciente a la familia de las Alstroemeriáceas.  Es originaria de Ecuador.

## Descripción
Es un bejuco endémico de Ecuador, en donde se conoce a partir de al menos 10 subpoblaciones, distribuidas por todo el valle interandino de Azuay a Pichincha. Común en los páramos húmedos de Guamaní, Llanganates y Cajas, donde crece entre los bosques de Polylepis, laderas rocosas y especialmente cerca de los lagos. También ocurre en páramos cubiertos de hierba de las provincias de Imbabura, Chimborazo, Cotopaxi y Pichincha, y en el bosque andino superior en el lago Cuicocha, volcán Pasochoa y a lo largo de la antigua carretera de San Juan, al suroeste de Quito. No consideran en peligro debido a su amplia distribución, pero es vulnerable a la conversión del páramo al pastoreo de tierras y plantaciones de pinos y eucaliptos que están ocurriendo en las laderas orientales del Pichincha y en el Parque nacional Cotopaxi, donde la última vez que encontró hace 17 años. La destrucción del hábitat es la única conocida amenaza para la especie.

## Taxonomía
Bomarea glaucescens fue descrita por (Kunth) John Gilbert Baker, y publicado en Journal of Botany, British and Foreign 20: 201. 1882
Etimología
Bomarea: nombre genérico que está dedicado al farmacéutico francés Jacques-Christophe Valmont de Bomare (1731-1807), que visitó diversos países de Europa y es autor de “Dictionnaire raisonné universel d’histoire naturelle” en 12 volúmenes (desde 1768).
glaucescens:  latíno que significa "que llega a ser glauco".
Sinonimia
- Alstroemeria glaucescens Kunth
- Collania glaucescens (Kunth) Herb.
- Collania glauscencens Herb.
- Wichuraea glaucescens (Kunth) M.Roem.	[5][6]